# Dhunyanun Premwaew
Dhunyanun Premwaew (nacida como Chonnapas Premwaew, 20 de julio de 1987) es una deportista tailandesa que compitió en taekwondo.
Ganó dos medallas en el Campeonato Mundial de Taekwondo en los años 2005 y 2009, y tres medallas en el Campeonato Asiático de Taekwondo entre los años 2002 y 2010. En los Juegos Asiáticos consiguió tres medallas entre los años 2002 y 2010.

## Palmarés internacional
| Campeonato Mundial  | Campeonato Mundial     | Campeonato Mundial | Campeonato Mundial |
| Año                 | Lugar                  | Medalla            | Categoría          |
| ------------------- | ---------------------- | ------------------ | ------------------ |
| 2005                | Madrid (España)        | Medalla de bronce  | –63 kg             |
| 2009                | Copenhague (Dinamarca) | Medalla de bronce  | –62 kg             |
| Juegos Asiáticos    |                        |                    |                    |
| Año                 | Lugar                  | Medalla            | Categoría          |
| 2002                | Busan (Corea del Sur)  | Medalla de plata   | –55 kg             |
| 2006                | Doha (Catar)           | Medalla de plata   | –63 kg             |
| 2010                | Cantón (China)         | Medalla de bronce  | –62 kg             |
| Campeonato Asiático |                        |                    |                    |
| Año                 | Lugar                  | Medalla            | Categoría          |
| 2002                | Amán (Jordania)        | Medalla de bronce  | –55 kg             |
| 2006                | Bangkok (Tailandia)    | Medalla de plata   | –59 kg             |
| 2010                | Astaná (Kazajistán)    | Medalla de plata   | –62 kg             |